# Bill, Wyoming
Bill är en liten ort i Converse County i Wyoming i USA med ett tiotal invånare. Orten har sedan 1979, då järnvägen färdigställdes, en station. Den används av järnvägen som övernattningsplats för tågpersonal på de tunga godståg från Union Pacific som passerar; orten har därför en dygnet runt-öppen diner och ett hotell med 112 rum, trots det låga invånarantalet. Järnvägen genom Bill på sträckan mellan Orin och Gillette är en av USA:s mest trafikerade räknat i tonnage, trots att den löper genom ett mycket glesbefolkat område.